# Coulon
Coulon – miejscowość i gmina we Francji, w regionie Nowa Akwitania, w departamencie Deux-Sèvres, położona nad rzeką Sèvre Niortaise.
Według danych na rok 1990 gminę zamieszkiwało 1 870 osób, a gęstość zaludnienia wynosiła 63 osób/km² (wśród 1467 gmin regionu Poitou-Charentes Coulon plasuje się na 150. miejscu pod względem liczby ludności, natomiast pod względem powierzchni na miejscu 170.), a według danych z 2012 roku w gminie mieszkało już 2 238 osób.